# Эмин, Трейси
Трэйси Эмин (англ. Tracey Emin; род. 3 июля 1963 года) — английская художница, одна из наиболее известных представительниц группы «Молодые британские художники» (англ. Young British Artists).

## Биография
Отец Трейси Эмин — турок-киприот, мать происходит из влиятельных цыганских кланов Ходжкинсов и Босвеллов.
С 1980 по 1982 год училась в колледже дизайна Медуэй. В 1986 году окончила Художественный колледж Мейдстона. В 1989 году окончила Королевский колледж искусств со степенью магистра живописи.
Множество публикаций в прессе вызвали её выступление в пьяном виде по телевидению и инсталляция «Моя кровать» (My Bed), выставленная в 1999 году на выставке премии Тернера. Инсталляция представляла собой неубранную грязную кровать, вокруг которой были разбросаны личные вещи, включая окровавленное белье и использованные презервативы.
Художница работает в различных жанрах: скульптура, шитье, живопись, видео, фото и инсталляции. В марте 2007 года Эмин стала членом Королевской Академии художеств.

## Признание
В 2013 году стала командором ордена Британской империи. В 2024 году стала дамой-командором ордена Британской империи.